# هيلدا أكيوا
هيلدا أكيوا (بالإنجليزية: Hilda Akua)‏ هي متسابقة ملكة الجمال غانية، ولدت في 1989 في كوماسي في غانا.